# Helenio Herrera
Helenio Herrera Gavilán (n. 10 aprilie 1910, Buenos Aires, Argentina – d. 9 noiembrie 1997, Veneția, Italia) a fost un fotbalist și antrenor francezo-argentinian.
Deși s-a născut în Argentina ambii lui părinți erau spanioli, tatăl său fiind un cunoscut anarhist aflat în exil. El a emigrat la vârsta de patru ani cu părinții săi în Casablanca, Maroc, unde acesta a adoptat cetățenia franceză.
Data exactă a nașterii sale este necunoscută și se susține că, în anii '50, el a schimbat anul său de naștere din 1910 în 1916.